# لاکرفلد
لاکرفلد (به هلندی: Lakerveld) یک منطقهٔ مسکونی در هلند است که در زیدریک واقع شده‌است. لاکرفلد ۴۸۰ نفر جمعیت دارد.